# Élections à la Junte générale de la principauté des Asturies de 1983
Les élections à la Junte générale de la principauté des Asturies de 1983 (en espagnol : elecciones a la Junta General del Principado de Asturias de 1983) se tiennent le dimanche 8 mai 1983, afin d'élire les 45 députés de la Ire législature de la Junte générale de la principauté des Asturies pour un mandat de quatre ans.
Le scrutin voit le Parti socialiste remporter la majorité absolue des sièges et des suffrages exprimés.

## Mode de scrutin
La Junte générale de la principauté des Asturies (Junta general del principado de Asturias) est une assemblée parlementaire monocamérale constituée de 45 députés (diputados) élus pour une législature de quatre ans au suffrage universel direct selon les règles du scrutin proportionnel d'Hondt par l'ensemble des personnes résidant dans la communauté autonome où résidant momentanément à l'extérieur de celle-ci, si elles en font la demande.
Les Asturies ne s'étant pas dotées d'une loi électorale propre, la première disposition transitoire du statut d'autonomie dispose que s'appliqueront les dispositions du décret-loi de 1977 sur les normes électorales.

### Nombre de députés par circonscription
Conformément à l'article 25, qui prévoit que le nombre de députés sera situé « entre 35 et 45 », la première disposition transitoire précise que « la Junte générale sera composée de 45 membres, 8 élus dans la circonscription occidentale, 5 dans la circonscription orientale et 32 dans la circonscription centrale ».
Les circonscriptions sont délimitées par les districts judiciaires : 
- circonscription occidentale : districts de Luarca, Cangas de Narcea et Grado ;
- circonscription orientale : districts de Llanes et Cangas de Onís, et communes de Villaviciosa, Colunga et Caravia ;
- circonscription centrale : districts d'Oviedo, d'Avilés, de Mieres, Laviana, de Lena et de Siero, et communes de Gijón et Carreño.

### Présentation des candidatures
Peuvent présenter des candidatures : 
- les partis ou fédérations politiques enregistrées auprès du registre des associations politiques du ministère de l'Intérieur ;
- les coalitions électorales de ces mêmes partis ou fédérations dûment constituées et inscrites auprès de la commission électorale au plus tard 15 jours après la convocation du scrutin ;
- et les électeurs de la circonscription, en nombre d'au moins 500 et représentant au plus 0,1 % des inscrits.

### Répartition des sièges
Seules les listes ayant recueilli au moins 3 % des suffrages valides dans une circonscription peuvent participer à la répartition des sièges à pourvoir dans cette même circonscription, qui s'organise en suivant différentes étapes : 
- les listes sont classées en une colonne par ordre décroissant du nombre de suffrages obtenus ;
- les suffrages de chaque liste sont divisés par 1, 2, 3... jusqu'au nombre de députés à élire afin de former un tableau ;
- les mandats sont attribués selon l'ordre décroissant des quotients ainsi obtenus[4].

Lorsque deux listes obtiennent un même quotient, le siège est attribué à celle qui a le plus grand nombre total de voix ; lorsque deux candidatures ont exactement le même nombre total de voix, l'égalité est résolue par tirage au sort et les suivantes de manière alternative.

## Campagne

### Principales forces politiques
| Force politique | Force politique                                                     | Force politique | Chef de file             | Idéologie                                                      | Résultats en 1982         |
| --------------- | ------------------------------------------------------------------- | --------------- | ------------------------ | -------------------------------------------------------------- | ------------------------- |
|                 | Parti socialiste ouvrier espagnol Partido Socialista Obrero Español | PSOE            | Pedro de Silva           | Centre gauche Social-démocratie, progressisme, régionalisme    | 52,1 % des voix 6 députés |
|                 | Coalition AP-PDP-UL Coalición AP-PDP-UL                             | AP-PDP-UL       | Francisco Álvarez-Cascos | Centre droit Conservatisme, démocratie chrétienne, libéralisme | 27,9 % des voix 3 députés |
|                 | Parti communiste d'Espagne Partido Comunista de España              | PCE-PCA         | Francisco Javier Suárez  | Gauche radicale Communisme, marxisme, républicanisme           | 8,1 % des voix 1 député   |

## Résultat

### Total régional
| Représentation en hémicycle sur un axe gauche-droite du résultat. |                                                                         |         |       |        |  |  |
| Partis                                                            | Partis                                                                  | Voix    | %     | Sièges |  |  |
|                                                                   | Parti socialiste ouvrier espagnol (PSOE)                                | 293 320 | 52,17 | 26     |  |  |
|                                                                   | Alliance populaire-Parti démocrate populaire-Union libérale (AP-PDP-UL) | 170 654 | 30,35 | 14     |  |  |
|                                                                   | Parti communiste d'Espagne (PCE-PCA)                                    | 62 855  | 11,18 | 5      |  |  |
|                                                                   | Centre démocratique et social (CDS)                                     | 19 495  | 3,47  | 0      |  |  |
|                                                                   | Parti socialiste des travailleurs (es) (PST)                            | 4 703   | 0,84  | 0      |  |  |
|                                                                   | Candidature communiste (PRUC-PCPE)                                      | 4 226   | 0,75  | 0      |  |  |
|                                                                   | Mouvement communiste (es)-Ligue communiste révolutionnaire (MC-LCR)     | 2 833   | 0,50  | 0      |  |  |
|                                                                   | Autres                                                                  | 3 436   | 0,61  | 0      |  |  |
|                                                                   |                                                                         |         |       |        |  |  |
| Votes valides                                                     | Votes valides                                                           | 562 222 | 98,94 |        |  |  |
| Votes blancs                                                      | Votes blancs                                                            | 2 298   | 0,40  |        |  |  |
| Votes nuls                                                        | Votes nuls                                                              | 3 751   | 0,64  |        |  |  |
| Total                                                             | Total                                                                   | 568 271 | 100   | 45     |  |  |
| Abstentions                                                       | Abstentions                                                             | 305 419 | 34,96 |        |  |  |
| Inscrits / Participation                                          | Inscrits / Participation                                                | 873 690 | 65,04 |        |  |  |

### Par circonscription
|             |             |         |         |        |         |         |        |        |        |        |  |  |  |  |  |  |  |
| Sièges      | Sièges      | 8       | 8       | 8      | 32      | 32      | 32     | 5      | 5      | 5      |  |  |  |  |  |  |  |
|             |             |         |         |        |         |         |        |        |        |        |  |  |  |  |  |  |  |
|             |             | Nombre  | Nombre  | %      | Nombre  | Nombre  | %      | Nombre | Nombre | %      |  |  |  |  |  |  |  |
| Inscrits    | Inscrits    | 137 878 | 137 878 | 100,00 | 663 934 | 663 934 | 100,00 | 71 878 | 71 878 | 100,00 |  |  |  |  |  |  |  |
| Abstentions | Abstentions | 58 853  | 58 853  | 42,68  | 223 311 | 223 311 | 33,63  | 23 255 | 23 255 | 32,35  |  |  |  |  |  |  |  |
| Votants     | Votants     | 79 025  | 79 025  | 57,32  | 440 623 | 440 623 | 66,37  | 48 623 | 48 623 | 67,65  |  |  |  |  |  |  |  |
| Nuls        | Nuls        | 785     | 785     | 0,99   | 2 617   | 2 617   | 0,59   | 349    | 349    | 0,72   |  |  |  |  |  |  |  |
| Blancs      | Blancs      | 439     | 439     | 0,56   | 1 662   | 1 662   | 0,38   | 197    | 197    | 0,41   |  |  |  |  |  |  |  |
| Exprimés    | Exprimés    | 77 801  | 77 801  | 98,45  | 436 344 | 436 344 | 99,03  | 48 077 | 48 077 | 98,87  |  |  |  |  |  |  |  |
|             |             |         |         |        |         |         |        |        |        |        |  |  |  |  |  |  |  |
| Partis      | Partis      | Voix    | %       | Sièges | Voix    | %       | Sièges | Voix   | %      | Sièges |  |  |  |  |  |  |  |
|             | PSOE        | 33 314  | 42,82   | 4      | 238 885 | 54,75   | 19     | 21 121 | 43,93  | 3      |  |  |  |  |  |  |  |
|             | AP-PDP-UL   | 29 111  | 37,42   | 3      | 121 108 | 27,76   | 9      | 20 435 | 42,50  | 2      |  |  |  |  |  |  |  |
|             | PCE-PCA     | 8 165   | 10,49   | 1      | 50 693  | 11,62   | 4      | 3 997  | 8,31   | 0      |  |  |  |  |  |  |  |
|             | Autres      | 7 211   | 9,27    |        | 25 658  | 5,87    |        | 2 524  | 5,26   |        |  |  |  |  |  |  |  |